# Década de 340 a.C.
Séculos: (Século V a.C. - Século IV a.C. - Século III a.C.)
Décadas: 390 a.C. 380 a.C. 370 a.C. 360 a.C. 350 a.C. - 340 a.C. - 330 a.C. 320 a.C. 310 a.C. 300 a.C. 290 a.C.
Anos: 349 a.C. - 348 a.C. - 347 a.C. - 346 a.C. - 345 a.C. - 344 a.C. - 343 a.C. - 342 a.C. - 341 a.C. - 340 a.C.